# 斯洛維尼亞建國日
建國日是斯洛文尼亚的節日，於每年6月25日举行，以慶祝國家於1991年宣佈脫離南斯拉夫而獨立。雖然官方直到1991年6月26日才正式宣佈獨立，但坊間一般視6月25日為建國日，因為當地在該天通過了有關獨立的初步法案，使斯洛維尼亞成為獨立國家。斯洛維尼亞的宣佈觸發了與南斯拉夫的十日戰爭，結果斯洛維尼亞在戰役中取得勝利。
建國日不應與斯洛維尼亞的獨立統一日所混淆，後者於每年12月26日慶祝，以紀念1990年12月26日，官方正式公佈於3天前進行的公投結果，當中88.5%斯洛維尼亞選民支持當地成為主权国家。